# تيم ستورم
تيم ستورم (بالإنجليزية: Timothy Storm)‏ هو مجدف كندي، ولد في 19 يوليو 1956 في روتردام في هولندا.

## وصلات خارجية
- تيم ستورم على موقع الاتحاد الدولي للتجديف (الإنجليزية)
- تيم ستورم على موقع اللجنة الأولمبية الدولية (الإنجليزية)
- تيم ستورم على موقع أوليمبيديا (الإنجليزية)